# Leonard Michaels
Pour les articles homonymes, voir Michaels.
Œuvres principales
- Le Club

Leonard Michaels, né le 2 janvier 1933 à New York et mort le 10 mai 2003 à Berkeley, est un écrivain américain. Il a été professeur d'anglais à Berkeley.
Son livre Sylvia est un récit autobiographique dans le Brooklyn des années soixante, un témoignage sur son amour passionnel écrit plus de vingt ans après la mort de Sylvia, d'après son journal de l'époque.
Son fils Jesse Michaels est un compositeur de chansons et un guitariste. Il a joué avec le groupe ska punk Operation Ivy de 1987 à 1989.